# Pic du Pelvat
Pic du Pelvat – szczyt górski położony w Alpach Kotyjskich. Osiąga wysokość 3220 m n.p.m.

## Charakterystyka
Góra jest umiejscowiona pomiędzy doliną Autaret a doliną Gavie, ze szczytu rozciąga się widok na pozostałe szczyty masywu Chambeyron. Główna trasa na szczyt rozpoczyna się w Vallon de Maurin.